# RDP ao Vivo
RDP Ao Vivo è un album dal vivo del gruppo musicale Hardcore Ratos de Porão.

## Tracce
1. Morrer
2. Mad Society
3. Crianças Sem Futuro
4. Ascenção e Queda
5. Beber Até Morrer
6. Máquina Militar
7. Guerrear
8. Políticos
9. Em Nome do Povo...
10. Caos
11. Crucificados Pelo Sistema
12. Vida Animal
13. Plano Furado I
14. Plano Furado II
15. Anarcophobia
16. AIDS, Pop e Repressão
17. Realidades da Guerra
18. Work For Never
19. Velhus Decreptos
20. Herança
21. Paranóia Nuclear
22. Crise Geral
23. Que Vergonha
24. V.C.D.M.S.A.
25. Cérebros Atômicos
26. Sentir Ódio e Nada Mais
27. Igreja Universal